# Onobrychis ebenoides
Onobrychis ebenoides är en ärtväxtart som beskrevs av Pierre Edmond Boissier och Wilhelm von Spruner. Onobrychis ebenoides ingår i släktet esparsetter, och familjen ärtväxter. Inga underarter finns listade i Catalogue of Life.